# Оселна (Врачанская область)
Оселна (болг. Оселна) — село в Болгарии. Находится в Врачанской области, входит в общину Мездра. Население составляет 449 человек.

## Политическая ситуация
В местном кметстве Оселна, в состав которого входит Оселна, должность кмета (старосты) по результатам выборов правления кметства до 2011 г. исполнял Богомил Николов Йорданов (ГЕРБ), а с 2011 г. эту должность занимает Росен Богданов Николов (партия АТАКА).
Кмет (мэр) общины Мездра — Иван Аспарухов Цанов (независимый) по результатам выборов в правление общины.